# Süleyman Demirel
Sami Süleyman Gündoğdu Demirel, född 1 november 1924 i Atabey i Isparta, död 17 juni 2015 i Ankara, var en turkisk politiker. Han var landets nionde president mellan 1993 och 2000. Han var även premiärminister fem gånger under perioderna 1965–1971, 1975–1977, 1977–1978, 1979–1980 och 1991–1993. Han sågs av många som en "politisk överlevare".